# Danh sách người Ipiros cổ đại
Danh sách này bao gồm nhà vua, quý tộc và nữ hoàng cai trị xứ Ípeiros trong thời gian rất dài, cho đến khi bị La Mã chinh phục. Danh sách cụ thể:

## Vua thần thoại
1. Ambrax, Ambracia
2. Chaon
3. Echetus, Vua của Epirus.
4. Epirus (thần thoại), Theban, chết ở Epirus.
5. Nữ hoàng Kallidike of Thesprotians, vợ của Odysseus
6. Molossus
7. Thesprotus
8. Tyrimmas, Vua của Dodona. Con gái của ông Euippe làm một đứa trẻ với Odysseus.

## Triều đại Aeacid
1. Neoptolemus (Pyrrhus), thế kỷ XII TCN
2. Molossus, con trai của Neoptolemus và Andromache
3. Alcon the Molossian (thế kỷ VI TCN)
4. Admetus: 470 - 430 TCN
5. Tharypus: 430- 392 TCN
6. Alcetas I: 390 - 370 TCN. Sau khi ông chết, vương quốc bị chia đôi
7. Neoptolemus I: 370 - 357 TCN
8. Arybbas: 370 - 343 TCN
9. Alexandros I: 350 - 331 TCN, chú của Alexandros Đại đế
10. Aeacides: 331-316 TCN
11. Philippos của Macedonia: 316 - 313 TCN
12. Aeacides: 313 TCN
13. Alcetas II: 313 - 307 TCN
14. Pyrrhus I: 307 - 302 TCN
15. Neoptolemos II: 302 - 297 TCN
16. Pyrrhus I: 297 - 272 TCN (lần hai)
17. Alexandros II: 272 - 242 TCN
18. Pyrrhus II: 242 - 238 TCN
19. Ptolemaios: 238 - 235 TCN
20. Deidamia: 235 - 231 TCN